# Universus
Universus es un programa y torneo de debate en el que equipos representativos provenientes de las mejores universidades de México debaten programa a programa. Comenzó a transmitirse por UNO TV y 52MX el 4 de septiembre del 2013. Desde entonces, lo conduce el periodista Javier Solórzano. La segunda temporada de Universus se estrenó el 10 de septiembre del 2014 por UNOTV y por Canal 52MX a las 20:30 horas (tiempo del centro de México) y concluyó el 17 de diciembre del 2014.
El programa aspira a descubrir a la mejor universidad mexicana en el debate, y la ganadora la determinará un panel de jueces. El equipo ganador de la segunda temporada, y actual campeón, es el representativo de la Universidad Nacional Autónoma de México, mientras que el segundo lugar corresponde al Centro de Investigación y Docencia Económicas (CIDE). El equipo ganador de la primera temporada fue el representativo de El Colegio de México, mientras que el equipo subcampeón de la primera temporada fue el de la Universidad Anáhuac.[cita requerida]
Como jueces han desfilado figuras reconocidas del periodismo, de la academia y de la política mexicana, como Ana Paula Cinta, Alejandra Cullen, Jesús Silva-Herzog Márquez, Carlos Elizondo Mayer-Serra, Cecilia Soto González, José Merino y María Amparo Casar.

## Concepto
Universus combina la seriedad y el rigor académico de un torneo de debate con el dinamismo y entretenimiento de un programa de televisión. Debido a la innovación su formato, la selección de contenidos y el talento de los debatientes, ha tenido un gran recibimiento por parte de la comunidad universitaria del país y todos
nuestros televidentes dentro y fuera de México.
El formato de discusión de Universus incorpora elementos formales de un debate tradicional, estilo parlamentario, mientras sigue el dinamismo de un programa de televisión. Está compuesto por ocho etapas distribuidas dentro de seis bloques de 8’0’’ cada uno. Universus es un programa de televisión que sigue el esquema de un torneo de debate; se privilegia el fondo sobre la forma. Un buen equipo es el que proporciona un caso de manera estructurada, a través de definiciones, argumentos debidamente analizados, evidencia empírica, nexos causales e implicaciones lógicas consecuentes. universus busca trascender los lugares comunes y la demagogia para elevar el nivel del debate hacia argumentos de corte académico.

## Conductor

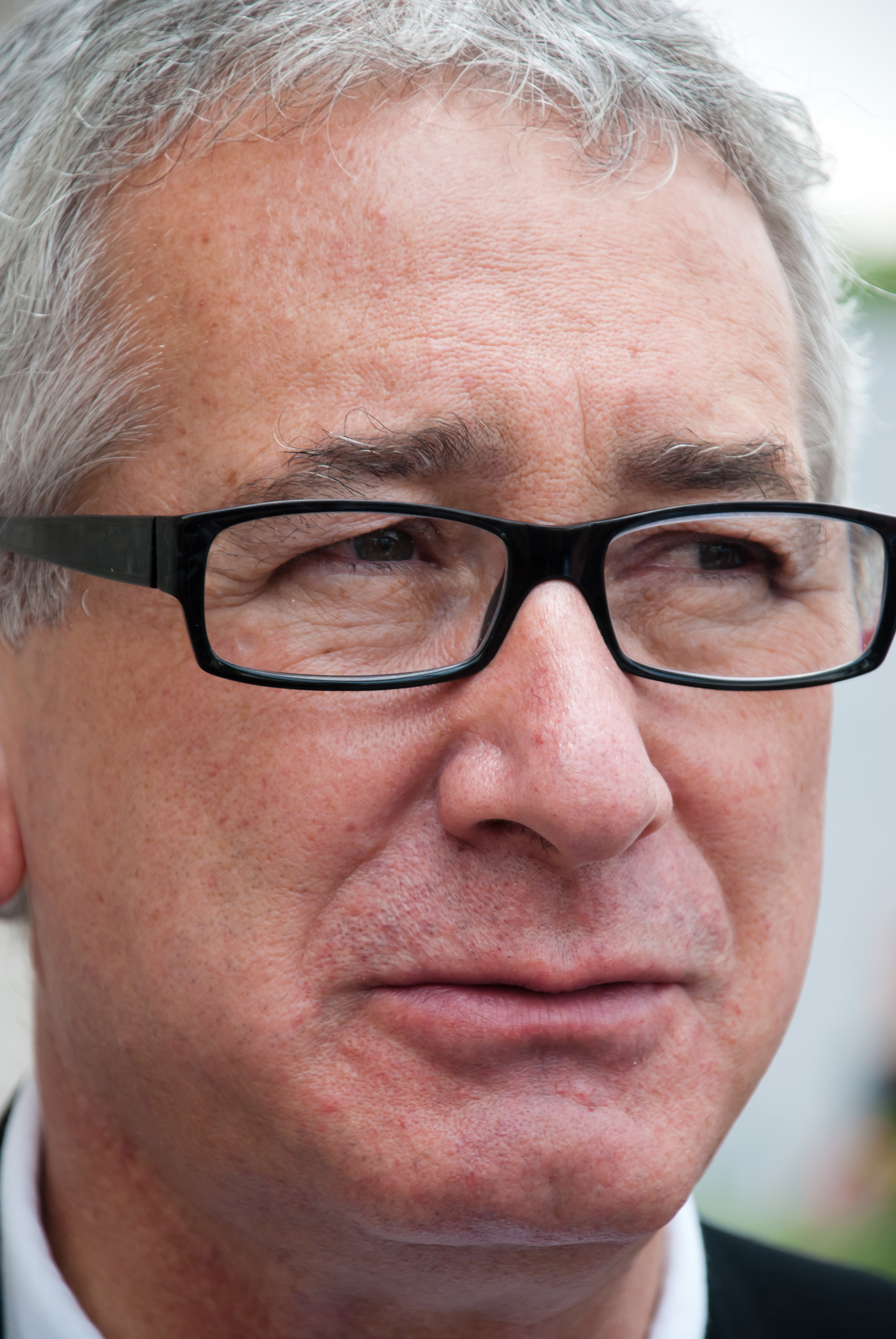
Javier Solorzano

Javier Solórzano es un reconocido periodista y académico mexicano con una trayectoria de más de 30 años en prensa, radio y televisión. Dos veces ganador del  Premio Nacional de Periodismo, Javier también ha sostenido cargos de la mayor relevancia en la administración pública al haber encabezado la Subdirección General de Comunicación Internacional de la Secretaría de Relaciones Exteriores y la Jefatura del Departamento de Análisis de Medios en la Presidencia de la República y en la Secretaría de Gobernación. Javier fue reconocido por el Instituto Federal Electoral al otorgarle el honor de moderar el Segundo Debate Presidencial, en cadena nacional, en junio de 2012.

## Jueces y evaluación del debate
Cada debate es calificado por un panel de 3 jueces, mediante una boleta de calificación que evalúa las siguientes categorías: argumentación, estrategia y presentación. El panel de jueces está integrado por dos jueces fijos, mientras que el tercer juez es un invitado especial. 
Jueces fijos
- Ana Paula Cinta (2013 - presente)
- José Merino (2013)
- Alejandra Cullen (2014 - presente)

Jueces invitados
- Carlos Elizondo Mayer-Serra, politólogo y catedrático del  CIDE
- Jesús Silva-Herzog Márquez, analista y académico del  ITAM
- María Amparo Casar, académica del  CIDE
- Luis Rubio, presidente del CIDAC
- Cecilia Soto
- Maite Azuela, activista
- Alejandra Cullen (en la 2a temporada se convirtió en juez fijo)
- Alejandro Hope, director de seguridad del  IMCO

## Perspectiva general del programa

### Esquema de competencia
Los 16 equipos de las universidades participantes se enfrentan bajo un esquema de eliminación directa; por lo que cada equipo debe demostrar el máximo de sus capacidades para lograr la mejor evaluación de los jueces y ganar el encuentro. En cada emisión del programa, se enfrentarán dos equipos representativos que conocen con antelación la moción a debatir sin revelar sino hasta el inicio del encuentro, mediante un sorteo, la postura que defenderán durante el debate. Los equipos serán denominados, respectivamente, como ‘A Favor’ y ‘En Contra’ de acuerdo con su defensa u objeción con respecto a la moción.
Los equipos ganadores de cada debate pasan a la siguiente ronda. 
Universus se compone de cuatro rondas: octavos de final, cuartos de final, semifinales y la Gran Final. 

## Primera temporada (2013)
La primera temporada de Universus se estrenó el 4 de septiembre de 2013 (bajo el lema de Convencer es vencer) y finalizó el 11 de septiembre de 2013. El ganador fue el equipo de  El Colegio de México. La temporada fue conducida por Javier Solórzano y tuvo como jueces fijos a Pepe Merino y Ana Paula Cinta. 
| Ronda            | Debate                              | Tema                                             | Juez invitado               | Ganador            | Fecha de transmisión      |
| ---------------- | ----------------------------------- | ------------------------------------------------ | --------------------------- | ------------------ | ------------------------- |
| Octavos de final | UNAM FES - Acatlán vs. BUAP         | "¿Se deben legalizar las drogas?"                | Jesús Silva-Herzog Márquez  | UNAM FES - Acatlán | 4 de septiembre de 2013   |
| Octavos de final | Anáhuac Norte vs. ITESO             | "Se debe tolerar el comercio informal"           | Carlos Elizondo Mayer-Serra | Anáhuac Norte      | 11 de septiembre de 2013  |
| Octavos de final | UDLAP vs. ULSA                      | "Marchas: ¿Derecho o exceso?"                    | Cecilia Soto                | UDLAP              | 18 de septiembre de 2013  |
| Octavos de final | CIDE vs. Ibero                      | "Tauromaquia: ¿arte o tortura?                   | Alejandra Cullen            | CIDE               | 25 de septiembre de 2013  |
| Octavos de final | Escuela Libre de Derecho vs. COLMEX | "Reelección: ¿Sufragio efectivo?"                | Patricia López-Padilla      | COLMEX             | 2 de octubre de 2013      |
| Octavos de final | UNAM CU vs. ITESM Sta Fe            | "Se debe permitir la inversión privada en Pemex" | Luis Rubio                  | UNAM CU            | 9 de octubre de 2013      |
| Octavos de final | UAQ vs. IPN                         | "Adopción por parejas del mismo sexo"            | Maite Azuela                | UAQ                | 16 de octubre de 2013     |
| Octavos de final | ITAM vs UP                          | "Partidos políticos: ¿demasiados?"               | Alejandra Cullen            | ITAM               | 23 de octubre de 2013     |
| Cuartos de final | CIDE vs. Anáhuac Norte              | "Internet: ¿Libre o controlado?"                 | Ramiro Tovar                | Anáhuac Norte      | 30 de octubre de 2013     |
| Cuartos de final | UDLAP vs. UNAM CU                   | "Grupos de autodefensa: ¿Justificables?"         | María Amparo Casar          | UNAM CU            | 6 de noviembre de 2013    |
| Cuartos de final | ITAM vs. UNAM FES Acatlán           | "Manipulación genética: ¿Riesgo o progreso?"     | Nathalie Curuchet           | UNAM FES Acatlán   | 13 de noviembre de 2013   |
| Cuartos de final | COLMEX vs. UAQ                      | "El Ejército se debe retirar de las calles"      | Alejandro Hope              | COLMEX             | 20 de noviembre de 2013   |
| Semifinales      | Anáhuac Norte vs. UNAM FES Acatlán  | "La democracia es la mejor forma de gobierno"    | Jesús Silva Herzog-Márquez  | Anáhuac Norte      | 27 de noviembre de 2013   |
| Semifinales      | COLMEX vs. UNAM CU                  | "Aborto: ¿Derecho reproductivo?"                 | José María Soberanes        | COLMEX             | 4 de diciembre de 2013    |
| Gran Final       | COLMEX vs Anáhuac Norte             | Pena de muerte                                   | Carlos Elizondo Mayer-Serra | COLMEX             | 11/diciembre/2013 En vivo |

## Segunda temporada (2014)
La segunda temporada de ""Universus"" comenzó el 10 de septiembre de 2014. En esta edición, Ana Paula Cinta , Alejandra Cullen y un juez invitado serán los encargados de evaluar los 15 debates. 
| Ronda            | Debate                                       | Tema                                               | Juez invitado                            | Ganador                 | Fecha de transmisión      |
| ---------------- | -------------------------------------------- | -------------------------------------------------- | ---------------------------------------- | ----------------------- | ------------------------- |
| Octavos de final | COLMEX vs. ITESM CEM                         | "Bullying: ¿delito?"                               | Óscar Vázquez                            | ITESM CEM               | 10 de septiembre de 2014  |
| Octavos de final | Anáhuac Norte vs. Universidad de Guadalajara | "¿Se debe prohibir la narcocultura?"               | Jesús Silva-Herzog Márquez               | Anáhuac Norte           | 17 de septiembre de 2014  |
| Octavos de final | UAQ vs. UJED                                 | "¿Tecnología en el fútbol?"                        | Gabriel Gerberoff                        | UAQ                     | 24 de septiembre de 2014  |
| Octavos de final | CIDE vs. UAEH                                | "¿Se debe permitir y regular la venta de órganos?" | Mtra. Alexandra Olmos                    | CIDE                    | 1º/octubre/2014           |
| Octavos de final | UDLAP vs. Universidad Veracruzana            | "¿Las redes nos han hecho menos sociables?"        | Antonio Martínez (a.k.a. Antonio Marvel) | Universidad Veracruzana | 8 de octubre de 2014      |
| Octavos de final | ITAM vs. EBC                                 | "Candidaturas independientes"                      | Dra. María Amparo Casar                  | EBC                     | 15 de octubre de 2014     |
| Octavos de final | IPN vs. UAM                                  | "¿Se debe aumentar el salario mínimo?"             | Dr. Luis Rubio                           | UAM                     | 22 de octubre de 2014     |
| Octavos de final | UNAM vs. Ibero                               | "Privatización del sistema penitenciario"          | Dr. Rafael Estrada Michel                | UNAM                    | 29 de octubre de 2014     |
| Cuartos de final | CIDE vs. UAQ                                 | "Cuotas de género"                                 | Mtra. Ximena Andión                      | CIDE                    | 5 de noviembre de 2014    |
| Cuartos de final | Anáhuac vs. EBC                              | "Empresas del Estado: ¿Necesarias?"                | Dr. José Roldán Xopa                     | Anáhuac                 | 12 de noviembre de 2014   |
| Cuartos de final | ITESM CEM vs. Universidad Veracruzana        | "Espionaje:¿ Seguridad o intrusión?"               | Dr. Mauricio Meschoulam                  | ITESM CEM               | 19 de noviembre de 2014   |
| Cuartos de final | UNAM vs. UAM                                 | "Eutanasia: ¿Derecho a morir?"                     | Dr. Pedro Cobo                           | UNAM                    | 26 de noviembre de 2014   |
| Semifinales      | CIDE vs. ITESM CEM                           | "Legalización de la prostitución"                  | Mariana Ruenes                           | CIDE                    | 3 de diciembre de 2014    |
| Semifinales      | Anáhuac vs. UNAM                             | "Sindicatos"                                       | Dra. María Amparo Casar                  | UNAM                    | 10 de diciembre de 2014   |
| Gran Final       | CIDE vs. UNAM                                | "Caso Iguala: ¿responsabilidad del gobernador?"    | Jesús Silva-Herzog Márquez               | UNAM                    | 17/diciembre/2014 EN VIVO |

Nota: Los debatientes conocen el tema a debatir una semana antes de su debate.

## Recibimiento de críticas
Universus ha tenido un buen recibimiento por parte de la crítica nacional. El reconocido crítico de televisión Álvaro Cueva se refirió al programa como "el mejor programa para jóvenes que se ha hecho en este país en años.". Asimismo, se hizo acreedor al premio Quálitas 2013 que otorga la asociación "A favor de lo mejor".